# 506-й парашутно-десантний полк (США)
506-й парашу́тно-деса́нтний полк армії США (англ. 506th Parachute Infantry Regiment (PIR)) — військова частина повітряно-десантних військ США.

## У мистецтві

### Кінематограф
- В американському фільмі жахів 2018 року режисера Джуліуса Ейвері «Оверлорд», головними героями є парашутисти зі складу 506-го полку 101-шої повітрянодесантної дивізії. Події у стрічці відбуваються напередодні реальної  операції «Оверлорд» яка почалася 6 червня 1944 року. На приналежність військовиків вказує нарукавна нашивка з орлом (дивізія), та карточна масть «піка» (полк) на шоломах.
- Бойовий шлях роти E («Easy») 2-го батальйону у період Другої світової війни зображено у міні-серіалі «Брати по зброї» (2011), що був створений на основі однойменної книги Стівена Емброуза.